# Kruidachtig

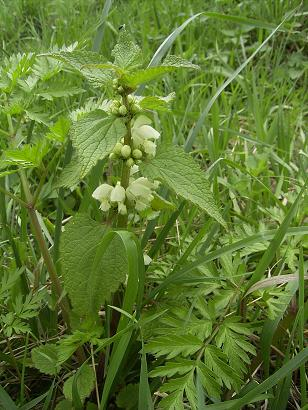
witte dovenetel.

Een kruidachtige plant of kruid is een vaatplant die niet of in zeer geringe mate verhout is en geen (of nauwelijks) secundaire diktegroei kent. Kruidachtige planten hebben dus geen stam, stengels of takken die jaarlijks dikker worden.
Kruidachtige planten worden in flora's kruiden genoemd, zoals in de 22ste druk van Heukels' Flora van Nederland. Een kruidachtige plant kan eenjarig, tweejarig, meerjarig of vast (overblijvend kruid) zijn. Onder de landbouwgewassen bevinden zich veelal kruidachtige planten zoals de tomaat en komkommer en verschillende groenten.
Het begrip kruidachtige plant is een ander begrip dan "kruid", zoals het gebruikt wordt voor planten of een delen daarvan, die voor een bepaald doel gebruikt worden zoals medicinaal (medicinale kruiden), of specerijen, keukenkruiden en tuinkruiden om gerechten van een bepaalde smaak te voorzien. De meeste kruidachtige planten zijn geen "kruid" in deze zin van het woord. Specerijen die in de keuken gebruikt worden, zijn niet altijd afkomstig van kruidachtige planten; rozemarijn heeft houtige stengels, kaneel is de binnenbast van enkele boomsoorten en laurierbladeren groeien aan een boom (Laurus nobilis). 
Onkruiden zijn planten die, afhankelijk van het grondgebruik op de plaats ze groeien, lokaal ongewenst zijn. De term "onkruid" wordt met name gebruikt door hoveniers, groenbeheerders, tuinliefhebbers, landbouwers en in de bestrijdingsmiddelenhandel.
| Wetenschappelijke naam   | Nederlandse naam     |
| ------------------------ | -------------------- |
| Cichorium intybus        | wilde cichorei       |
| Digitalis purpurea       | vingerhoedskruid     |
| Fallopia japonica        | Japanse duizendknoop |
| Fragaria vesca           | bosaardbei           |
| Gypsophila paniculata    | pluimgipskruid       |
| Heracleum mantegazzianum | reuzenberenklauw     |
| Lamium album             | witte dovenetel      |
| Papaver rhoeas           | grote klaproos       |
| Stellaria media          | vogelmuur            |
| Taraxacum officinale     | paardenbloem         |
| Veronica chamaedrys      | gewone ereprijs      |
| Zea mais                 | mais                 |